# Серра-ди-Скопамене
Серра-ди-Скопамене (фр. Serra-di-Scopamène, корс. Sarra di Scupamè) — коммуна во Франции, находится в регионе Корсика. Департамент коммуны — Южная Корсика. Административный центр кантона Таллано-Скопамене. Округ коммуны — Сартен.
Код INSEE коммуны — 2A278.

## Население
Население коммуны на 2008 год составляло 108 человек.
| 1962 | 1968 | 1975 | 1982 | 1990 | 1999 | 2008 |
| ---- | ---- | ---- | ---- | ---- | ---- | ---- |
| 282  | 299  | 283  | 237  | 154  | 120  | 108  |

## Экономика
В 2007 году среди 65 человек в трудоспособном возрасте (15—64 лет) 50 были экономически активными, 15 — неактивными (показатель активности — 76,9 %, в 1999 году было 63,2 %). Из 50 активных работало 38 человек (22 мужчины и 16 женщин), безработных было 12 (7 мужчин и 5 женщин). Среди 15 неактивных 4 человека были учениками или студентами, 1 — пенсионером, 10 были неактивными по другим причинам.
В 2008 году в коммуне насчитывалось 62 облагаемых налогом домохозяйств, в которых проживали 97 человек, медиана доходов составляла 12 444 евро на одного человека.